# Delicate Sound of Thunder
Delicate Sound of Thunder este un dublu album live al trupei Pink Floyd înregistrat pe parcursul a cinci nopți la Nassau Coliseum din Long Island, New York în August 1988 și mixat la studiourile Abbey Road în Septembrie 1988. A fost lansat pe 22 noiembrie 1988 prin EMI Records în Regatul Unit și prin Columbia Records în Statele Unite.

## Tracklist

### Disc 1
1. "Shine On You Crazy Diamond", Părțile 1-5 (David Gilmour, Richard Wright, Roger Waters) (11:54)
2. "Learning to Fly" (Gilmour, Anthony Moore, Bob Ezrin, John Carin) (5:27)
3. "Yet Another Movie" (Gilmour, Patrick Leonard) (6:21)
4. "Round and Around" (Gilmour) (0:33)
5. "Sorrow" (Gilmour) (9:28)
6. "The Dogs of War" (Gilmour, Moore) (7:19)
7. "On The Turning Away" (Gilmour, Moore) (7:57)

### Disc 2
1. "One of These Days" (Gilmour, Wright, Nick Mason, Waters) (6:16)
2. "Time (Gilmour, Wright, Mason, Waters) (5:16)
3. "Money" (Waters) (9:52)
4. "Another Brick in The Wall (Part 2)" (Waters) (5:29)
5. "Wish You Were Here" (Gilmour, Waters) (4:49)
6. "Comfortably Numb" (Waters, Gilmour) (8:56)
7. "Run Like Hell" (Gilmour, Waters) (7:12)

## Single-uri
- "Time" (1988)
- "Comfortably Numb" (1988)

## Componență
- David Gilmour - chitare, voce, voce principală pe "Comfortably Numb" (refrenul) și "Run Like Hell"
- Nick Mason - baterie, percuție
- Richard Wright - claviaturi, voce, duet pe "Time", voce principală pe "Comfortably Numb" (strofele)